# Madame Guyon

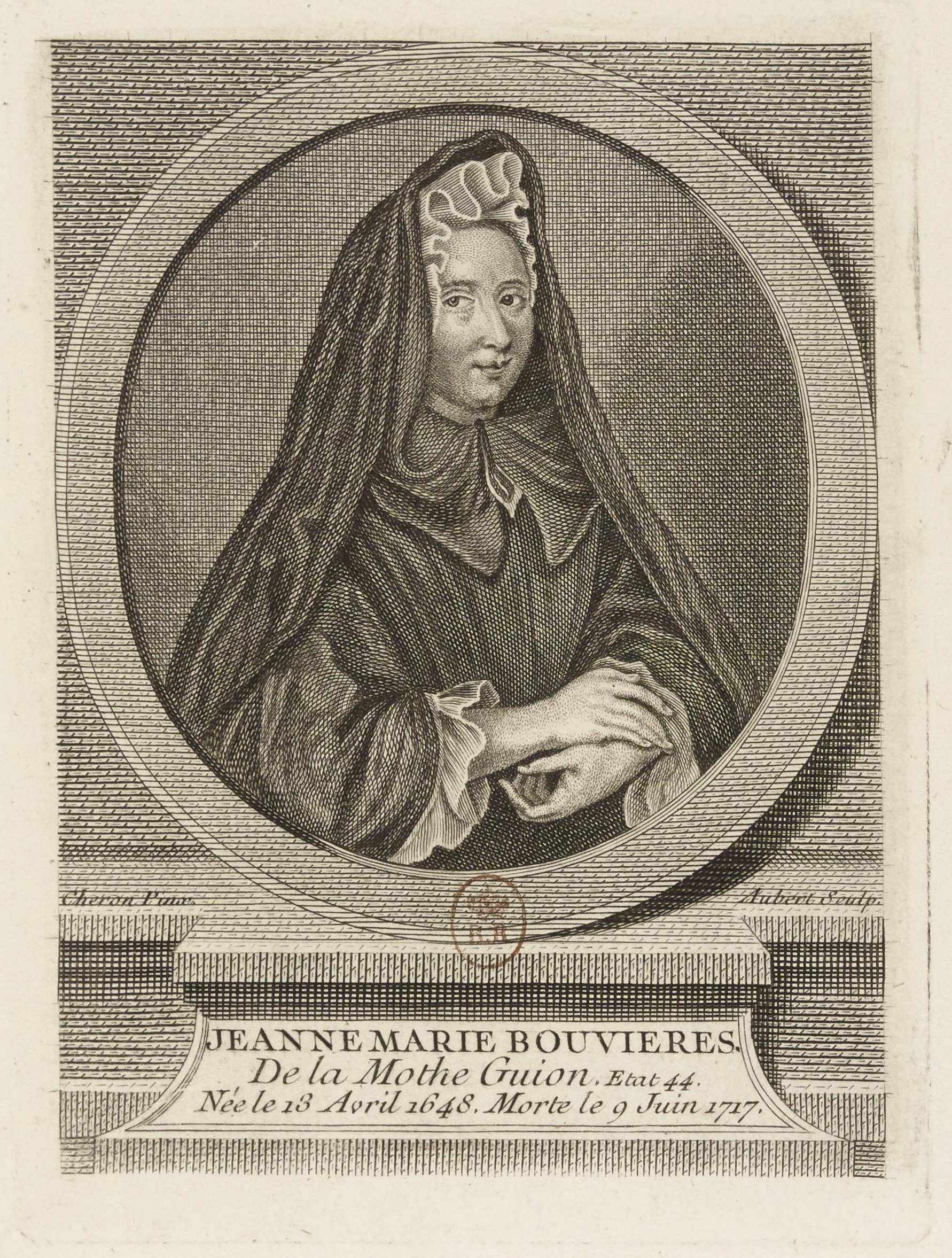
Jeanne Marie Bouvier de la Motte Guyon

Jeanne Marie Guyon [ejtsd: gijon], született Bouvier de la Motte (Montargis, 1648. április 13. – Blois, 1717. június 9.) vallásos rajongó nő és Franciaországban az ún. kvietizmusnak  egyik alapítója.

## Életpályája
Már fiatal leánykorában nagy hajlama volt az áhítatoskodásra, a világ örömeiről való lemondásra, de atyja a gyakorlati élet számára akarta nevelni, 16 éves korában pedig kényszerítette, hogy férjhez menjen (de la Mottehoz). Öt gyermek édesanyja lett, de már 28 éves korában özvegyen maradt és ez időtől fogva lelke vágyainak élhetett. 
Rokonérzelmű gyóntatójának, de la Combe barnabita szerzetesnek befolyása alá adva magát, beutazta Franciaországot és Svájc déli részét a kvietizmus terjesztése céljából, és szerte kegyes egyesületeket alapított. Tanításainak fő tartalma ez volt: az embernek az önszeretetet az isteni dolgokról való elmélkedés és a szív imája által kell legyőzni, az embernek önmagára és akaratára nézve meg kell halni, hogy egyedül Krisztus élhessen benne: az istent, tekintet nélkül a jutalomra vagy büntetésre, szeretnünk kell, amennyire ember szeretni képes; és még ha bizonyosan tudnók is, hogy Isten bennünket örök kárhozatra vet, akkor is legfőbb boldogságunk Isten szeretése és imádása volna. 
Amikor 1686-ban de la Combe társaságában Párizsba visszatért, az udvar köréből is többen híveivé vagy legalább tisztelőivé lettek, többek közt Maintenon márkinő, és a nagy tudós, jeles szónok Fénelon püspök is; de akadt számos ellensége is, kivált a párizsi papok között, akik hamis vádakat emeltek ellene, gyóntatójával való viszonyát – bár teljesen alaptalanul – gyanúsították, vagy akik, mint pl. a nagy befolyású Bossuet, a kvietizmust eretnekségnek, vagy legalábbis ferde iránynak tekintették. 
Mindkettejüket börtönbe vetették 1688-ban, de Guyon Maintenon pártfogása folytán szabadon bocsáttatott, 1695-ben újra egy időre a Bastille-ba zárták. Közben ezen ügy, főként Bossuet-nek Fénelon iránti gyűlölete folytán, a pápa elé került, aki Bossuet-nek adott igazat és Fénelonnak idevonatkozólag írt művét (Explication des maximes des saints sur la vie intérieure) kárhoztatta. Guyon munkáit Poiret adta ki 1723-22-ben; önéletrajza pedig Kölnben jelent meg 1720-ban.

## Művei magyarul
- A lélek bensőséges imája; ford. Szalós Artur; Keresztény Könyvesház, Bp., 1936
- Keresd Istent a szívedben. A belső csend útja; bev. Emmanuel Jungclaussen, ford. Nagy László, Speck István, Emmánuel András; Marana Tha, Bp., 2010 (Marana tha sorozat)